# Будное (Шаргородский район)
Будное (укр. Будне) — село на Украине, находится в Шаргородском районе Винницкой области.
Код КОАТУУ — 0525387703. Население по переписи 2001 года составляет 601 человек. Почтовый индекс — 23506. Телефонный код — 4344.
Занимает площадь 1,104 км².
В селе родился Герой Советского Союза Илья Михайлович Грель.

## Религия
В селе действует Свято-Димитриевский храм Шаргородского благочиния Могилёв-Подольской епархии Украинской православной церкви.

## Адрес местного совета
23505, Винницкая область, Шаргородский р-н, с. Слобода-Шаргородская, ул. Первомайская, 13